# 光宿苞豆
光宿苞豆（学名：Shuteria involucrata var. glabrata）为豆科宿苞豆属下的一个变种。

## 扩展阅读
- 維基物種上的相關：光宿苞豆